# ISDN Master
ISDN Master ist eine ISDN-Karte für den Amiga-Computer von Commodore und war der erste ISDN-Adapter am Markt. Die Karte wurde, wie auch der ISDN Blaster als erste ISDN-Karte für den PC, von Frank Geller entwickelt. Die beiden Entwicklungen wurden 1988 vollendet und kamen im Anschluss über den Münchner Hersteller BSC Büroautomation AG auf den Markt, später von ith Kommunikationstechnik. Die Karte ist im Grunde ein ISDN-Standarddesign von Siemens plus Zorro-Bus-Anbindung.
Über die Mailboxen des Entwicklers konnten Nutzer der BSC-Karte auch stets aktuelle Tools beziehen.

## Anschlüsse
- ISDN-In
- ISDN-Out
- Audio-In als Cinch-Steckverbinder
- Telefonhörer
- ARCOFI-DSP (Audio Ringing and Codec Filter)

## Unterstützte Protokolle
- X.75: 64 kbit/s
- V.110: 38,4 kbit/s
- HDLC
  - AT&B4

## Treiber
- AmigaOS
  - bscisdn.device, fossil.device (serial.device kompatibel)
  - iwan.device (SANA-II)
  - capi.device (Common ISDN Application Programming Interface)
  - vmcisdnX.device
- NetBSD
  - Alle Amiga ISDN-Karten werden unterstützt.